# Ilovička vrata
Koordinati:   44°28′20″N, 14°31′30″E
Iloviška vrata (hrv. Ilovička vrata) so morski preliv v Jadranskem morju med Lošinjem in Ilovikom (Hrvaška).

## Geografija
Ilovička vrata ležijo z jugovzhodne strani otoka Lošinja, med Lošinjem in Ilovikom. Delijo se na tri dele: prehod med otočkom Kozjak in Lošinjem (imenovan tudi Ožina Kozjak ali hrv. Prolaz Kozjak), prehod med otočkoma Kozjak in Sveti Petar, ter prehod med otočkoma Sveti Petar in Ilovik.

## Plovba
V prehodu med otočkoma Sveti Petar in Ilovik je plovba razmeroma varna saj je prehod naravno zaščiten pred vplivi vseh vetrov razen pred  jugom. Pozornost pa je treba posvetiti močnim morskim tokovom v vseh treh delih Ilovičkih vrat.